# JR北海道フレッシュキヨスク
JR北海道フレッシュキヨスク株式会社（ジェイアールほっかいどうフレッシュキヨスク）は北海道札幌市中央区に本社を置く北海道旅客鉄道（JR北海道）の完全子会社である。

## 概要
JR北海道管内の駅構内や札幌市交通局の地下鉄駅構内にある駅売店キヨスクをはじめ、コンビニエンスストア・土産品店・飲食店などを経営、また沿線地域にてスーパーマーケットを経営している。かつてはホテルや銭湯も営業していたものの撤退している。
1987年に「北海道キヨスク株式会社」として設立。2021年10月1日、同じJR北海道の子会社でスーパーマーケットを営業する北海道ジェイ・アール・フレッシュネス・リテール（後述）を吸収合併して事業を承継、同時に「JR北海道フレッシュキヨスク株式会社」に社名を変更した。

## 沿革
- 1987年（昭和62年）
  - 6月3日：「北海道キヨスク株式会社」設立。
  - 7月1日：鉄道弘済会より事業を引き継いで営業開始。キヨスクは喫茶・軽食店を含め303店舗[2]。
- 1990年：店舗数がピークに達する（311店舗）[3]。
- 2010年（平成22年）10月1日：北海道ジェイ・アール・フーズを吸収合併[4]。
- 2014年（平成26年）10月1日：ジェイ・アールはこだて開発を吸収合併[1]。
- 2021年（令和3年）10月1日：北海道ジェイ・アール・フレッシュネス・リテールを吸収合併し、同日付で社名をJR北海道フレッシュキヨスク株式会社に変更[5][6]。

## 主な事業

### キヨスク事業

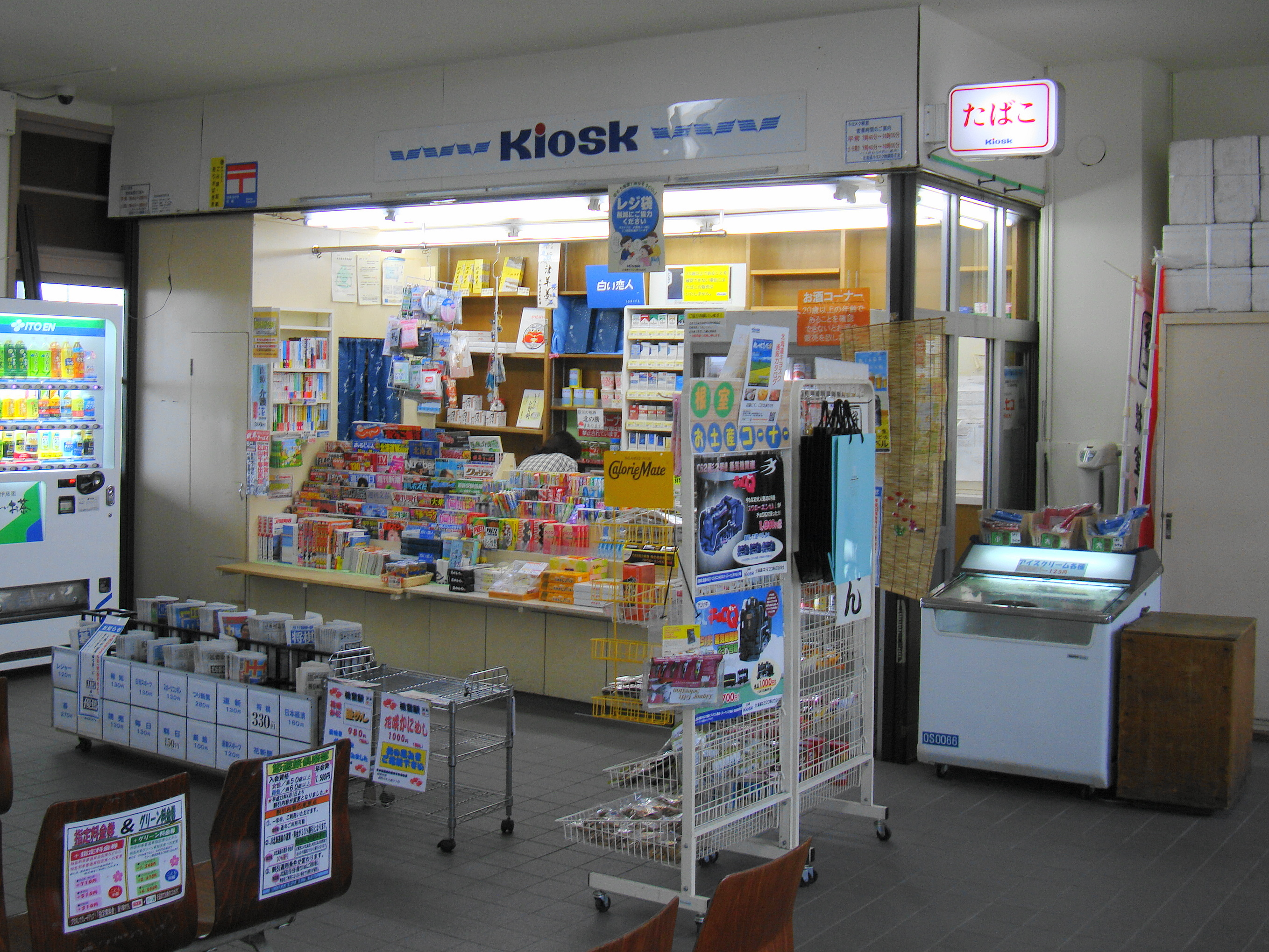
一般的なキヨスク（根室駅、現在は閉店）

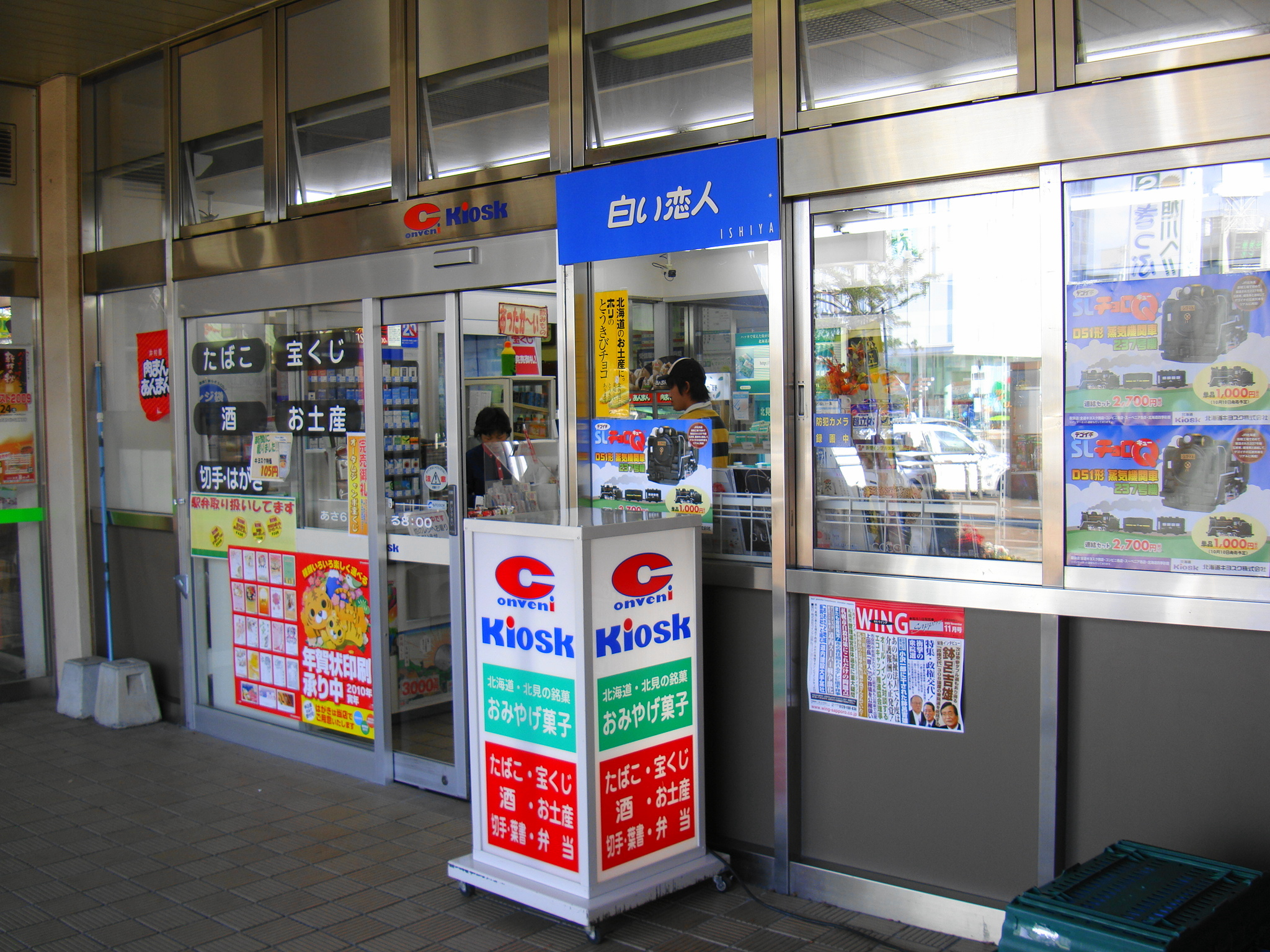
コンビニキヨスク（北見駅、現在は北海道四季彩館に転換）

- 飲食物・土産物・新聞などを販売する「Kiosk」をJR駅構内、札幌市営地下鉄駅構内などで展開している。
- 近年、都市部においては駅周辺でも休日や深夜・早朝に営業しているコンビニエンスストアをはじめとする小売店舗の台頭から[7]、地方部においては周辺人口の減少からくる駅利用者減少による売上減[8][9]から、店舗網を急速に減らしている[10]。

ことに主要駅の場合、駅売店が営業していても「Kiosk」の看板を掲げていない例が散見される。それらの売店は地元企業や観光協会などが運営しているものが多い。
- 中心地たる札幌市内の駅構内では「Kiosk」店として多様な形態の店舗が存在する[11][12]。
- かつて、顧客の要望などに柔軟に対応する事を目的として「Conveni Kiosk」と呼ばれる従来よりも大きい店構えを持つ店舗形態が存在した[13][14]。現在「四季彩館」または「セブンイレブン北海道ST」への転換が進められているほか、それ以外の店舗も通常の「Kiosk」と店名が一本化されており「Conveni Kiosk」を名乗る店舗は現存しない。JR白石駅[注釈 1]や新函館北斗駅のように、「Conveni Kiosk」に相当しうる規模で開業した店舗も通常の「Kiosk」を名乗っている。
- 全店でコンビニエンスストア同様にPOSを導入している。Kitacaによる決済が可能である[注釈 2]。

凡例
- 〇：「Kiosk」形態店と他の形態店が重複して存在する駅
- ●：「Kiosk」形態店が複数存在する駅
- ◎：「セブンイレブン北海道ST」が複数存在する駅

#### JR駅構内
- 2025年2月現在[15]は、札幌駅改札内2店舗のみ設置されている[16]。

#### 札幌市営地下鉄構内（過去）
- かつて、地下鉄駅構内での売店事業は「Kiosk」がほぼ独占状態だったものの、時と共に競争力低下、撤退店舗が増えている[17]。札幌市交通局は、キヨスク跡や使用されていない事業用スペースなどを有効活用するために、事業提案による公募入札を実施し、他のコンビニエンスストアが落札するなど、当社が関わらない地下鉄駅構内店舗が増えている。2019年1月現在では「セブンイレブン北海道ST」店への転換なども加え「Kiosk」形態の店舗は消滅した。
- 地下鉄店舗においても中心地の大通駅だけが、「セブンイレブン北海道ST」店に加え、物販ではないサービス形態の店舗が存在し、かつては「Kiosk」店と「セブンイレブン北海道ST」店両方が存在していた。
- 一部店舗ではSAPICAにも対応していた。

#### バスターミナル構内（過去）
- 札幌市営地下鉄と接続する札幌市内のバスターミナルにて、営業する「Kiosk」が存在していた。
- 2016年11月時点の店舗
  - 円山バスターミナル
  - 北24条バスターミナル
  - 白石バスターミナル
  - 大谷地バスターミナル

#### 駅以外の店舗（過去）
- JR札幌病院の病院売店が「Kiosk」として営業していたが、2012年6月にセブンイレブン北海道STに転換[18][19]。
- JR北海道路線の廃線後も旧駅舎内で営業されていた店舗があり、標津線廃線後別海駅跡に建てられた「別海ぷらと」内の「別海店」[10]や、羽幌線廃止後の旧・天塩駅[20]で「Kiosk」店が営業していた記録が残っている。

### プライベートブランド

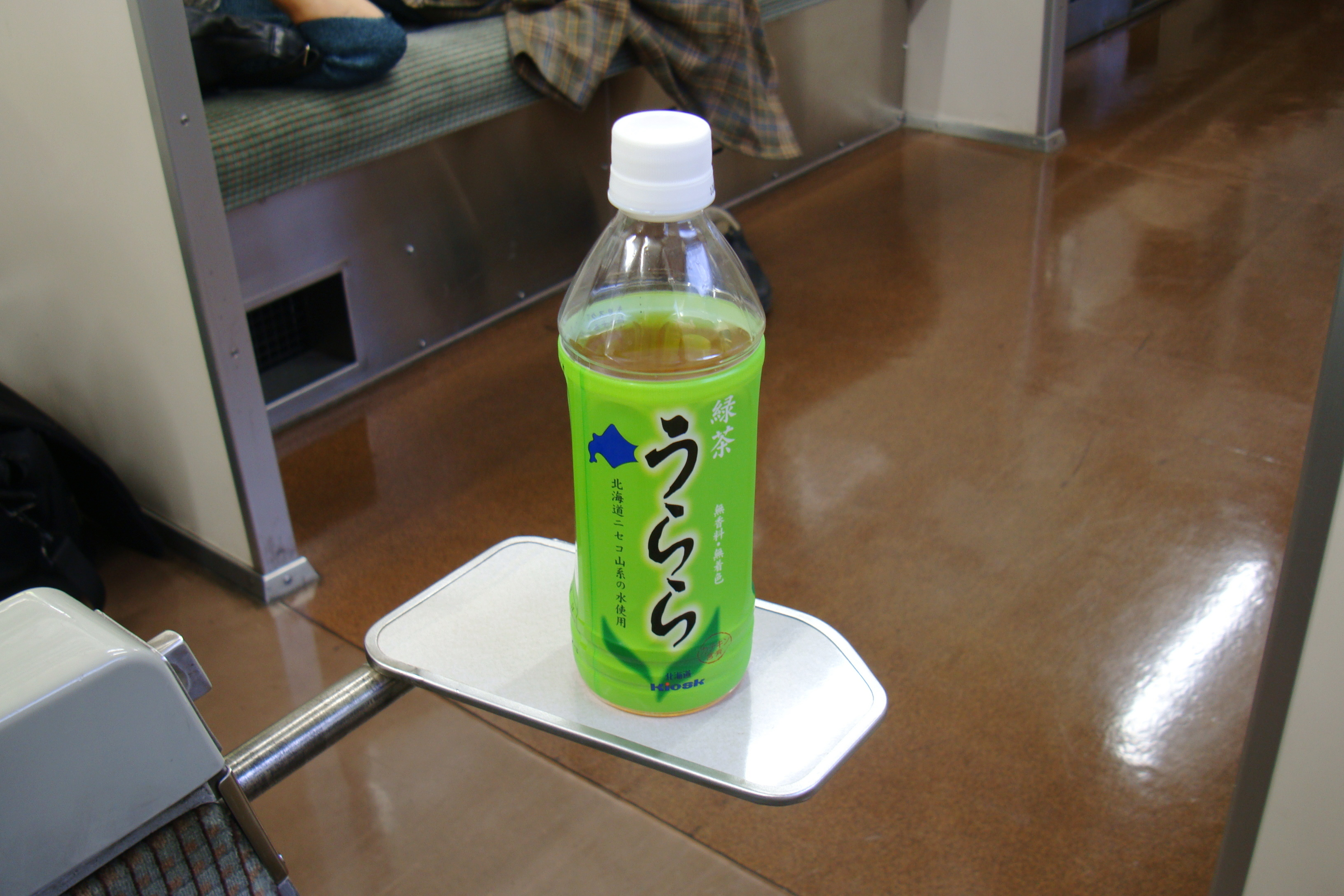
うらら

- くるみパンなどの食品、ペットボトル緑茶『うらら』などの飲料、焼き菓子の『恋の町札幌』『きた灯り』などの土産物を販売。これらの商品はキヨスクだけでなく、スーベニアキヨスクでも販売されている。
- 2022年からは道内の中小食品メーカーと連携したブランド「DO3TABLE」（ドーサンテーブル）を展開。「ちょっといい時間」をコンセプトに500円から1000円を中心とした価格帯で干し芋やかりんとうをはじめとしたスイーツやタコの煮物といったおつまみ等2025年時点で約100品目を展開。新型コロナウイルスの影響による観光客の激減を受け「地元客も買いたくなる商品を増やす」といった狙いの元道内各地の道の駅から地元メーカーの商品を調査し、当初約70品を展開し駅売店での販売にとどまらず東京での商談会を経て首都圏のスーパー「ライフ」や沖縄県のホテル等道外での販路も広げており、PB部門の売上高を2022年度の数千万円程度から2023年度に1億円、2024年度は1億3千万円以上を見込む規模に拡大させている[21]。

### スーベニア事業

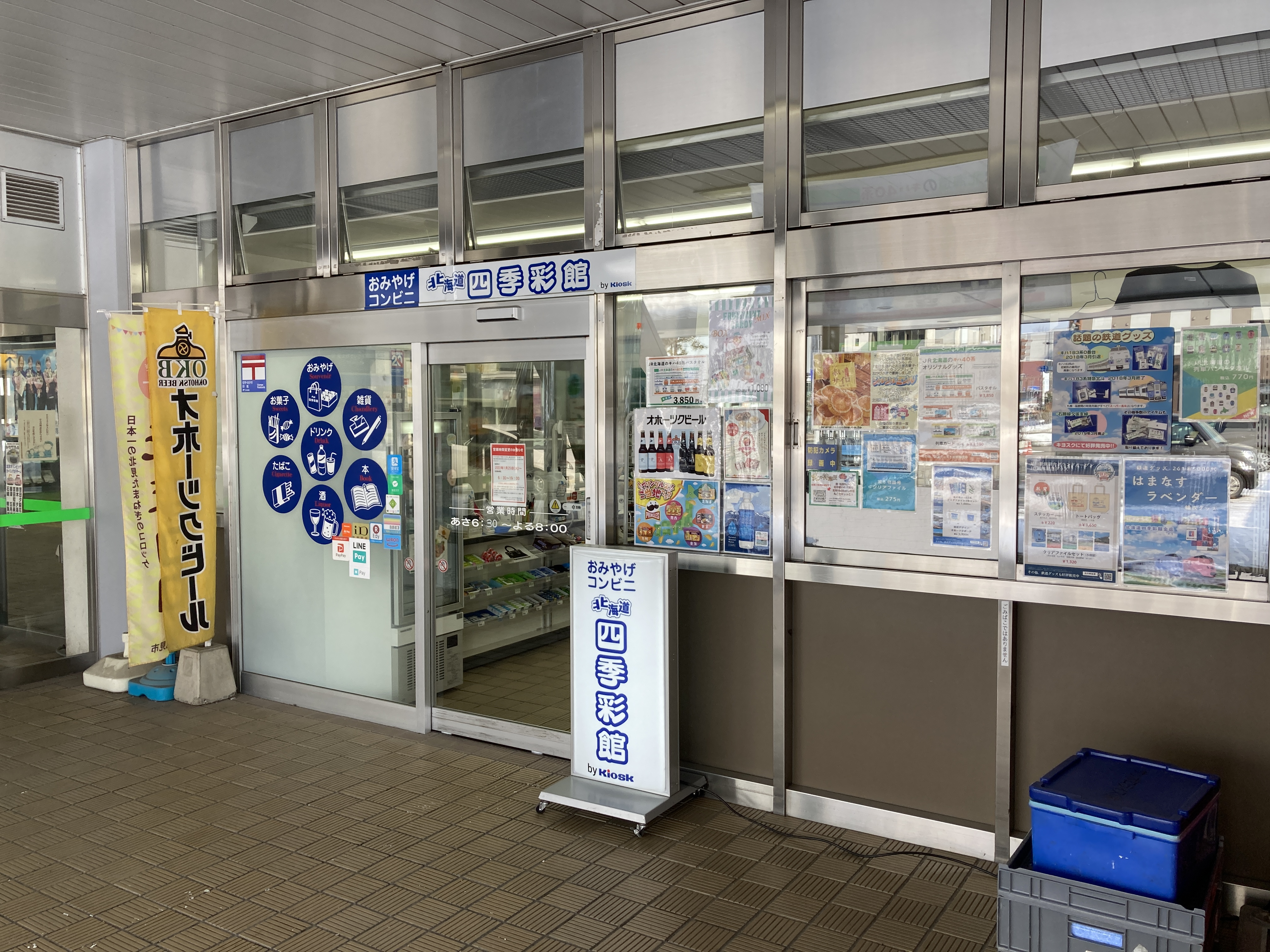
北海道四季彩館（北見駅）

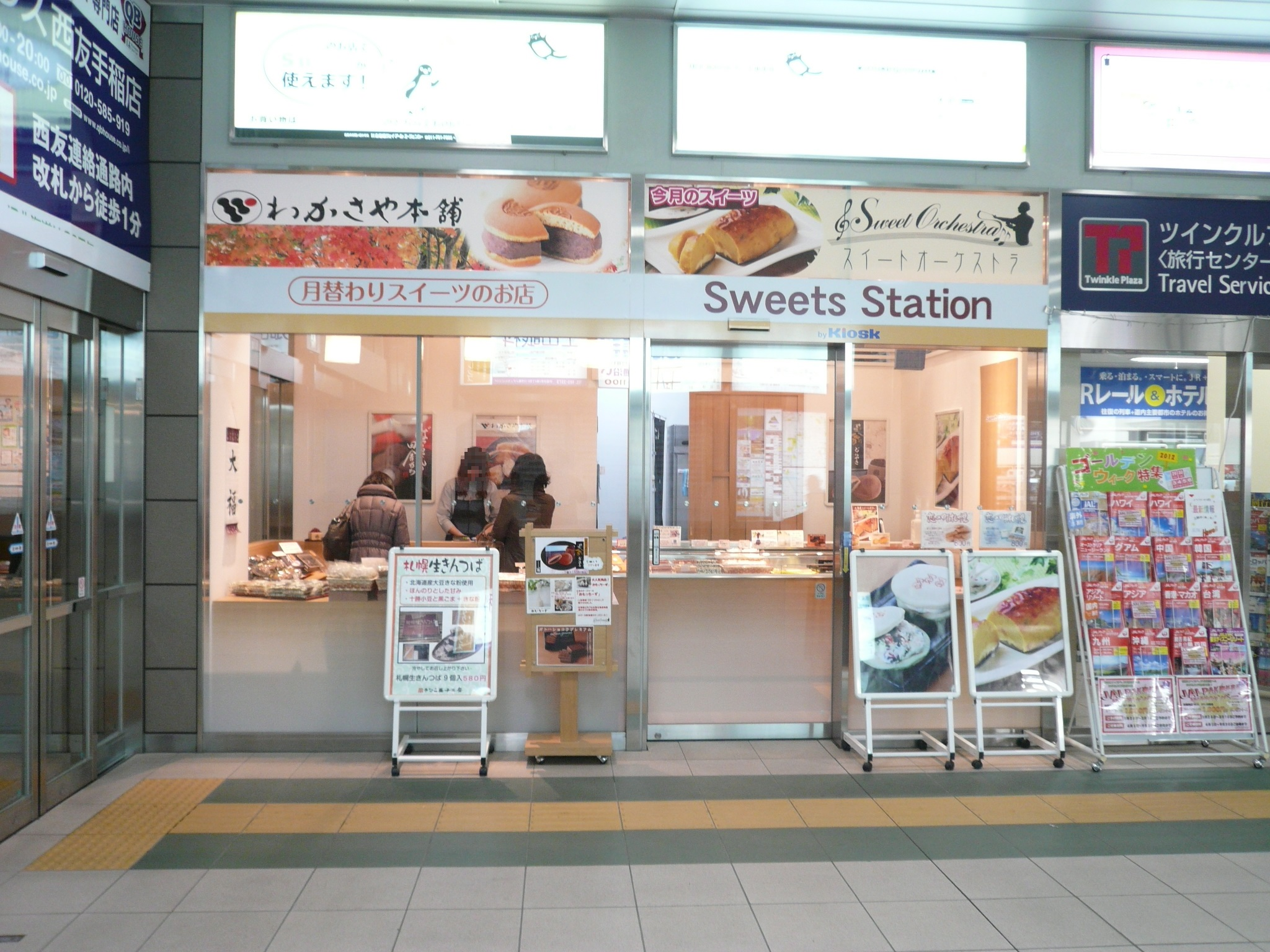
Sweets Station（手稲駅、現在は閉店）

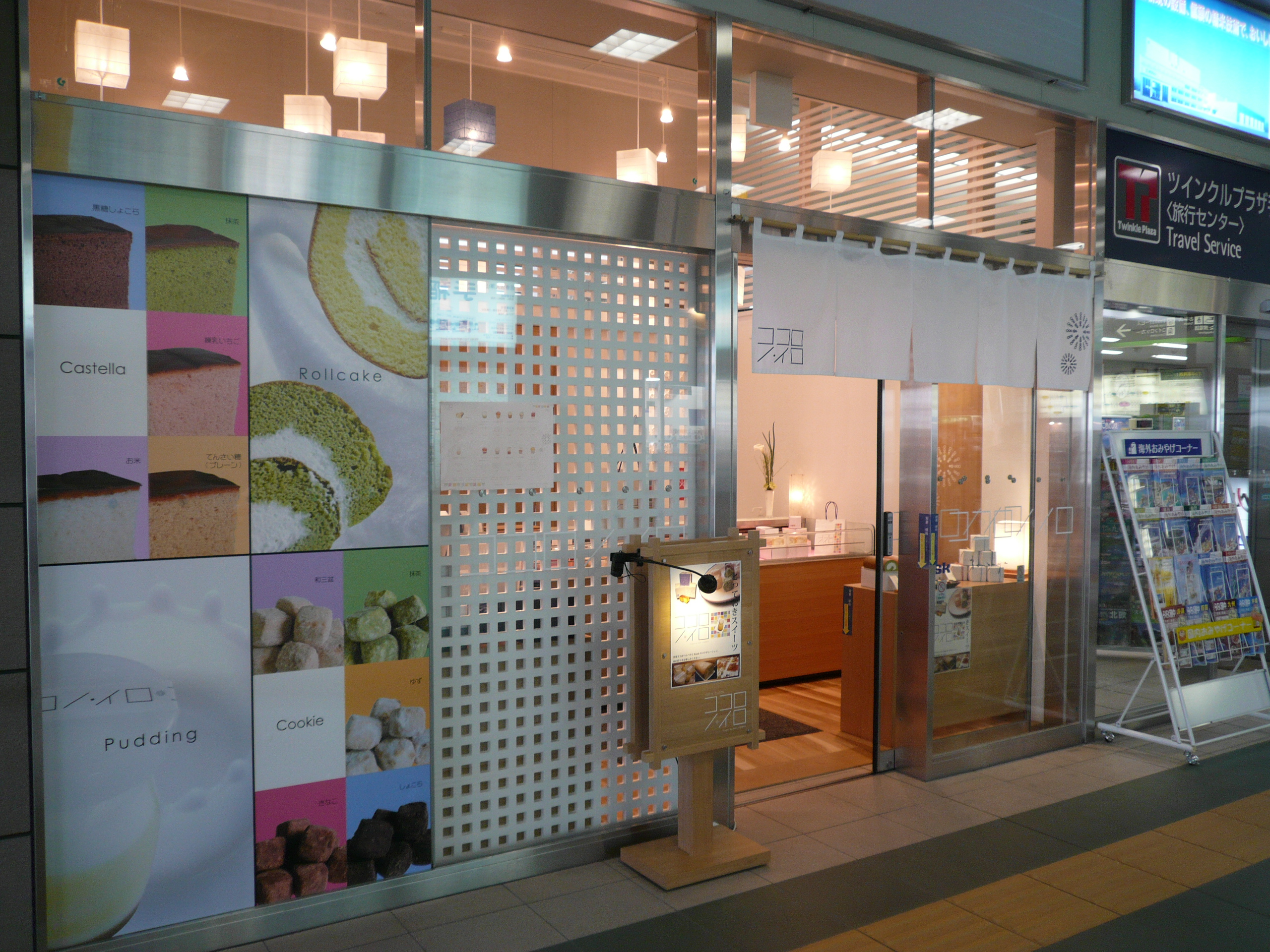
ココロノ.イロ（手稲駅、現在は閉店）

- かつて、北海道ブランドを軸にした「SouvenirKiosk」（スーベニア・キヨスク）店を展開していた。
- 店舗形態としては、従来型の「Kiosk」・「ConveniKiosk」形態店よりも、北海道ブランドの商品を多様に取り扱う「土産品店」的要素を強く打ち出した店舗形態である[22]。
2009年3月現在にて「ConveniKiosk」を道内にて12店舗を展開していた[23]。
- スイーツ専門店「Sweets Station」（スイーツステーション）をかつて手稲駅構内で展開しており[24]、月替わりでブランドを入れ替え営業していた。
- 鉄道博物館内レストランへの商品提供などを行っている。
- 駅に設置されているコインロッカーや自動販売機もスーベニア事業が担当している。
- 基本的にキヨスク事業と同じで一部店舗でKitacaによる決済が可能である。
- 2016年11月現在「SouvenirKiosk」形態店は、北海道キヨスクのホームページ上などでの紹介はなく全て通常形態の「Kiosk」として紹介されている。
2012年頃までに「SouvenirKiosk」形態店は、「四季彩館」形態に看板替えされていた模様である[25]。
  - しかし、2016年11月現在「SouvenirKiosk」表示にて営業している店舗がある[26]。
- かつて、北海道産品の販売を目的として羽田空港内[27][28][29]・JR新橋駅構内[30]に店舗を構えていたが、すべて閉店している。
- 地元の菓子店とのコラボレーション店舗「ココロノ.イロ」を手稲駅構内で展開していた[31]。
- その後の「北海道四季彩館」形態店は、道内主要駅に所在する大きめな駅売店の屋号として存在している。
  - この「北海道四季彩店」には、書店事業「札幌弘栄堂書店」との複合店舗が存在した。[32]
  - 前掲の閉店した道外店舗の「羽田空港店」のほかにも、駅構内外店舗が存在する[33]。
- 電子マネーサービスはKitacaを始めとした交通系電子マネーに加え、楽天Edy・WAON・nanaco・iD・QUICPayにも対応。一部QR・バーコード決済にも対応。
- 2023年1月現在の店舗[15]

四季彩館
| - 函館駅 - 東室蘭駅 | - 〇札幌駅 - 旭川駅 - 北広島駅 | - 北見駅 - 帯広駅 - 釧路駅 |

### コンビニエンスストア事業

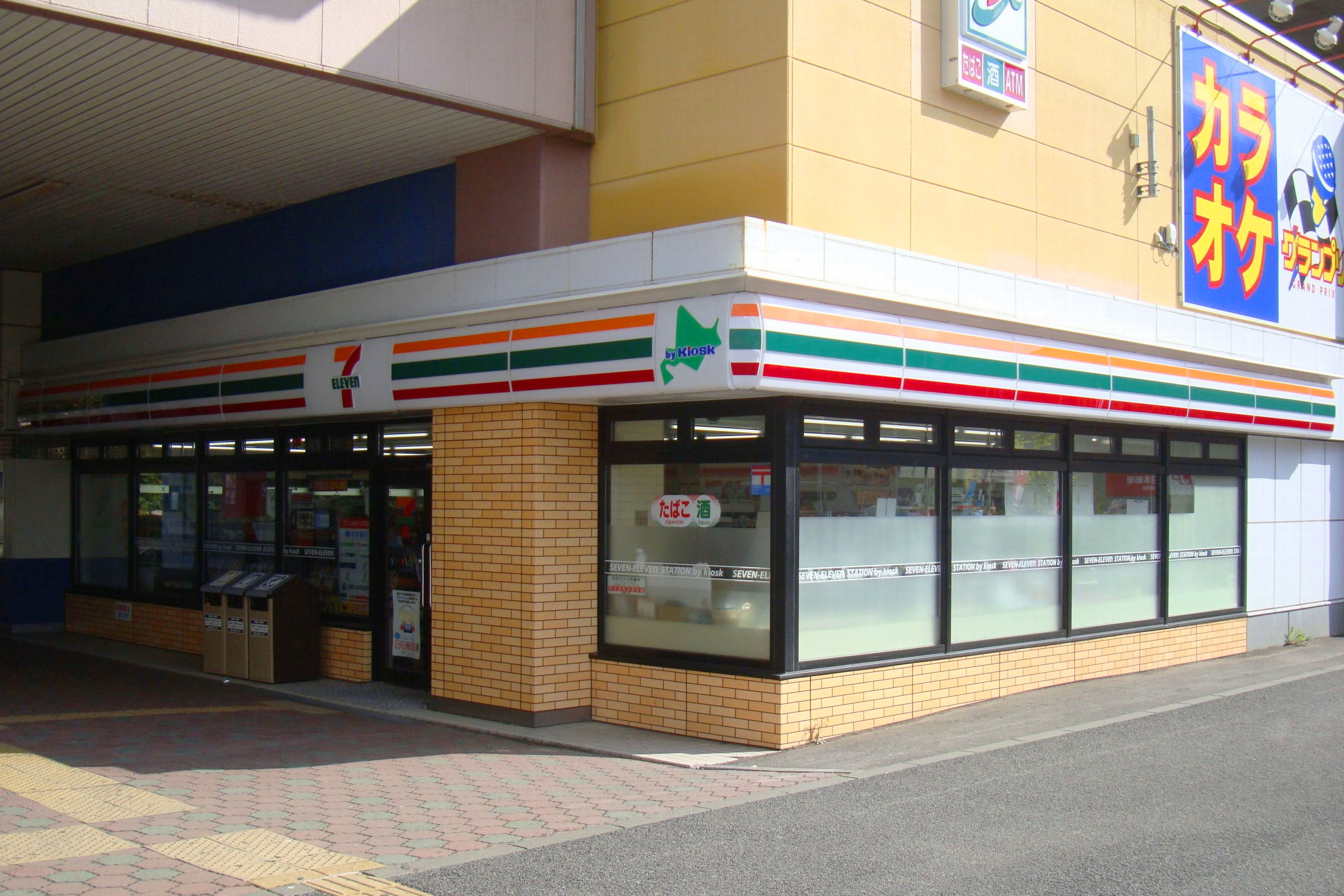
セブン-イレブン北海道ST千歳店
（看板や窓に"Kiosk"が示されている）

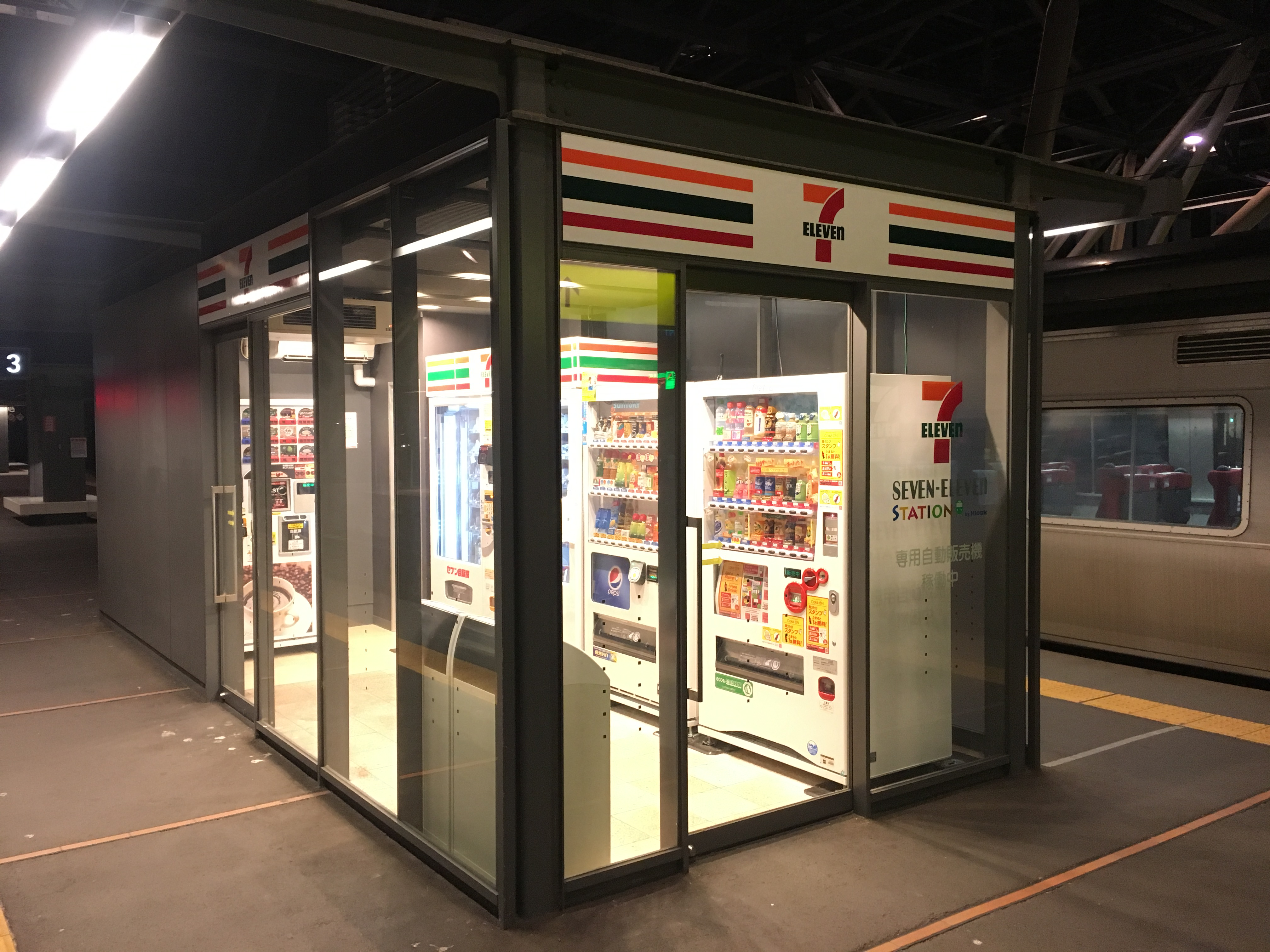
セブン-イレブン北海道ST旭川店
（ホーム上の無人店舗）

- 「駅」の高い利便性を生かしたコンビニエンスストア事業は、1988年独自ブランド「ジャストロール[34]」出店から始まる。同年1月南小樽駅に[35]、同年11月2日に五稜郭駅前に出店[36][37]した。
- 2000年（平成12年）から、南小樽駅、桑園駅、新琴似駅、千歳駅、真駒内駅、宮の沢駅（宮の沢バスターミナル）でサンクスとエリアフランチャイズを締結し運営を始めた[38]。サンクスが行っているほぼ全ての業務を取り扱い、北海道キヨスク独自ブランド商品も置いていた。代金決済はサンクスに準じクレジットカードやEdyなどが使用でき、Kitacaは2010年9月27日より取扱を開始した[39][40]。宮の沢バスターミナル店は2008年（平成20年）に閉店している。

ただし、2009年（平成21年）3月時点では独自運営している「Conveni Kiosk」が15店舗に対して、「サンクス」運営店が5店舗だけと、店舗数では「Conveni Kiosk」店が大きく上回っており、コンビニエンスストア事業として「サンクス」に注力しているわけではなかった。
- 2010年（平成22年）10月13日にサークルKサンクスとのフランチャイズ契約が終了したため、その時点で経営していた「サンクス」5店を含めた6店を同年11月1日に「セブン-イレブン」にフランチャイズ先を転換する形でブランドを変更[43]、店名を「セブンイレブン北海道ST」と改め事業を再始動させた。その際、大麻駅のコンビニキヨスクと札幌弘栄堂書店[44]を、セブン-イレブンに転換している（2016年、閉店）。これを皮切りにそれ以外の駅でも「Conveni Kiosk」として開業した店舗を中心に転換が順次進められている。
- 業務や代金決済はセブン-イレブンに準じ、Kitacaは2011年（平成23年）3月18日より取扱を開始した[45]。2011年（平成23年）にはST大通東店が開店。2012年（平成24年）には4月1日のコンビニキヨスク大通店のセブン-イレブン転換を皮切り地下鉄駅のセブン-イレブン転換を実施。2016年（平成28年）現在、地下鉄4駅で計7店舗を運営している。ST大通店、ST大通東店、ST大通B2店、ST真駒内店、ST真駒内改札前店ではSAPICAにも対応している。
- 2023年6月現在「セブンイレブン北海道ST」店舗は、駅構内以外にも店舗が存在する[46]。
- 旭川駅（北海道ST旭川店）にはコンコース（東改札口付近）に店舗があるほか、3・4番線ホームに無人店舗（自動販売機）が設置されている。
- 2023年1月現在の店舗[15]

JR駅構内
| - 函館駅 - 小樽駅 - 南小樽駅 - 手稲駅 - 琴似駅 - 新琴似駅 | - ◎桑園駅 - 苗穂駅 - 白石駅 - 恵庭駅 - 千歳駅 | - 苫小牧駅 - 岩見沢駅 - 旭川駅 - 帯広駅 - 釧路駅 |

札幌市営地下鉄駅構内
- 〇◎大通駅
- 麻生駅
- ◎真駒内駅
- 新さっぽろ駅

### 100円ショップ事業
- 100円ショップ「キャンドゥ」をフランチャイズ運営。2016年11月現在、駅・駅ビルの内外問わず出店している。[47]。
  - 2001年頃、北広島駅において「100円ショップえだ豆君」を当社にて運営していたが、程なく撤退している[48]。

### 飲食店事業
札幌市近郊を中心に、回転寿司店や、ベーカリーショップ、コーヒーショップなどを展開している。主な店は以下の通り。
- ドトールコーヒー
- ロッテリア
- ミスタードーナツ
- 札幌大通のとうきびワゴン
  - 永らく札幌観光協会が運営してきたが、長年の売上低迷を理由に2012年度から、北海道キヨスクに業務委託先を変更[49][50]。
  - 運営受諾するにあたり、とうきびキャラクターを制作し愛称名を広く公募、「札幌大通公園きびっち」と決定した[51]。
- 駅弁「函館みかど」 - 駅弁製造、函館駅・新函館北斗駅での販売
  - （旧）「ジェイ・アールはこだて開発」からの引継事業。
  - 駅そば店[52]は2016年2月末を以って営業終了[53]され、弁当の製造と「Kiosk・函館みかど」店での販売に特化している。
駅弁の函館みかど弁当工場 - 北海道亀田郡七飯町字中島
2016年3月北海道新幹線開業による需要拡大に対応するため、「駅弁の函館みかど」当工場を移転新設[54][注釈 3]。

過去
- カフェ エクスプレス（コーヒーショップ）
- カフェ・デンマルク（サンドイッチ&ベーカリーカフェ） - 札幌ステラプレイス内に出店、2021年閉店。
- リトルマーメイド（ベーカリーショップ） - 札幌駅に出店、2022年9月閉店[55]。
- 回転すし店 「北海道四季彩亭」[56]
  - かつては、「廻転ずし とっぴ～」（株式会社とっぴい）とフランチャイズ契約を結び、店名「とっぴ～北海道」として、最盛時に複数店舗でFC営業していた[57]。

2015年6月株式会社とっぴいが民事再生法適用申請、翌2016年1月民事再生を取り下げし破産。当時、1店舗のみの営業（エスタ店）であったが、同年5月「北海道四季彩亭」と店名を新たにしてリニューアル開業した。2023年にエスタ閉業に伴い閉店。
- 北海道そば蕎麦紀行（そば店）- 札幌駅に出店。幌加内町産のそば粉を使用していた。2025年2月28日閉店[60]。
- 創作SUSHI舎利バル（すし店） - BiVi新さっぽろに出店、2025年2月11日閉店[61]。

### スーパーマーケット事業

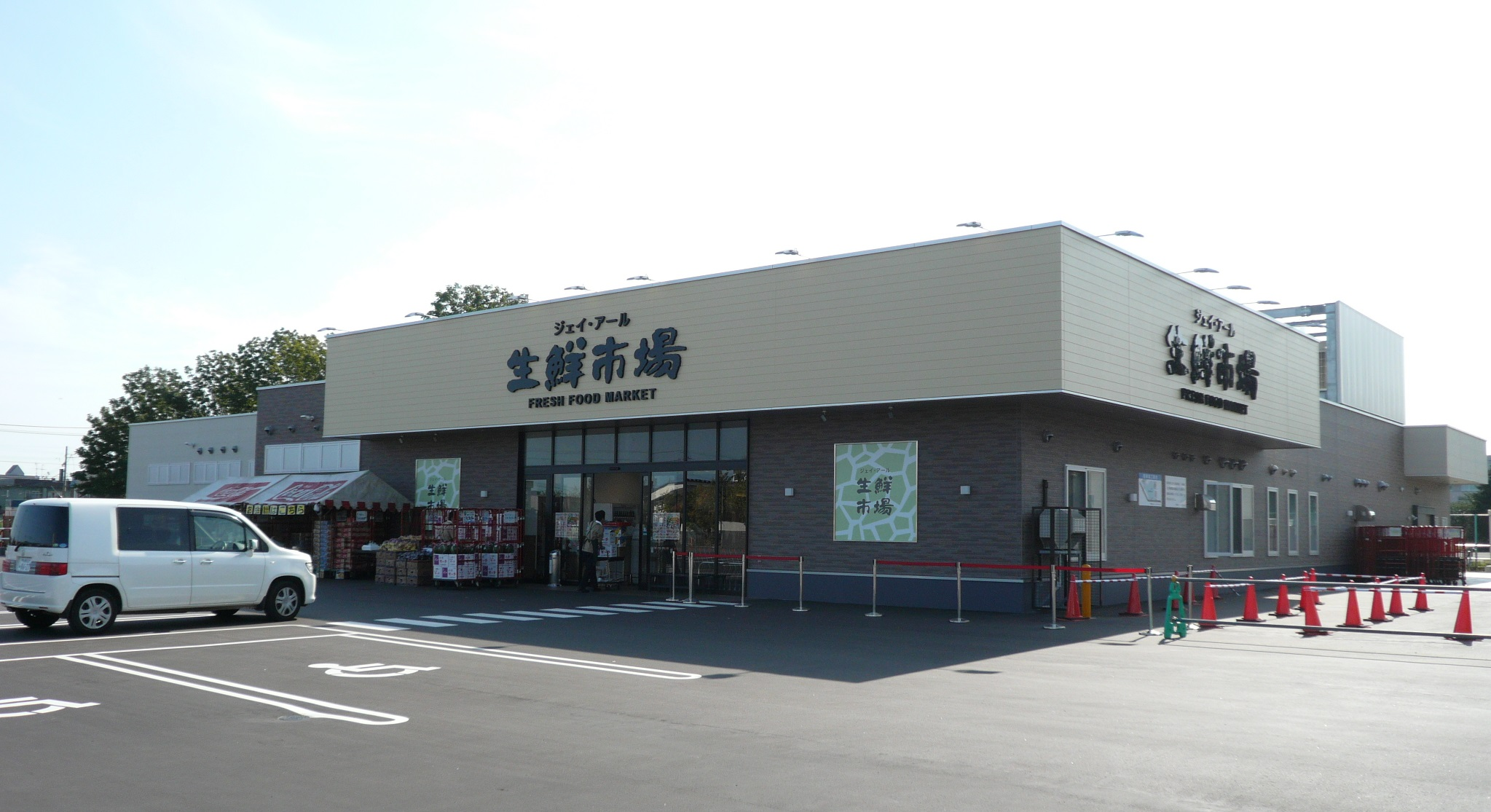
ジェイ・アール生鮮市場手稲前田店（2015年8月）

札幌市および近郊でスーパーマーケットのジェイ・アール生鮮市場（ジェイ・アールせいせんいちば）を運営している。
もとは、同じくJR北海道の子会社である株式会社北海道ジェイ・アール・フレッシュネス・リテール（ほっかいどうジェイ・アール・フレッシュネス・リテール）が営業していたもので、同社を2021年10月1日に吸収合併し事業を承継した。
スーパーマーケット「産直生鮮市場」を運営する企業・株式会社産直と提携を結んでおり、青果部門も産直が運営している。同時広告を行うこともある。
北海道ジェイ・アール・フレッシュネス・リテール時代は「ジェイ・アール・ダイエー」や「アスター」といった店舗も営業していたものの閉店している。

#### 店舗 (ジェイ・アール生鮮市場)
札幌市内
- 新琴似店（北区新琴似7条12丁目3-38）
- 新川店（北区新川2条1丁目2-40）
- 北45条店（東区北45条東4丁目1-18）
- 北10条店（東区北10条東5丁目7）
  - 北海道ジェイ・アール都市開発が管理する「鉄東ショッピングセンター」に入居している[63]。
  - 「ジェイ・アール生鮮市場」としての営業以前は、「ジェイ・アール・ダイエー」として営業していた店舗であった。この経緯もあり、ジェイ・アール生鮮市場としての開業後も同店の建物内には、当時ダイエー系列であった「ドムドムハンバーガー」が入居していた（2017年9月18日に閉店[64]）。
- 発寒店 （西区発寒13条4丁目1-7）
- 手稲前田店（手稲区前田2条13丁目3-20）
  - 手稲鉄北ショッピングセンターの中核店舗。
- 西野店 （西区西野1条3丁目1-5）

札幌近郊
- 岩見沢店（岩見沢市5条西9丁目1-1）
- 恵庭店（恵庭市末広町121-1）

## 過去の事業

### 聴覚障碍者の店
かつて、聴覚障碍者の店「kioskリリー」と呼ばれる、聴覚障碍者が販売員のケーキ店が展開されていた。2002年時点では地下鉄大通駅・さっぽろ駅の2店舗が営業していた。
西村食品工業（製造元）・地方自治体との協力により、1976年3月に開業。開業当時の小売業態では、ほとんど前例のなかった筆談によるシステムを恒常化した。取り扱い品目全てが100円の「100円ケーキの店」として地元住民にその存在が定着した。なお後に消費税転嫁のため、103円→105円と値上げをしている。
1981年には、このケーキ店を題材にしたドラマ「百円ケーキの歌」が制作され、同年7月16日に木曜ゴールデンドラマにて全国放送された。
2003年、西村食品工業の倒産により商品供給が困難な状態に陥り、全店舗閉鎖となった。

### 書店事業

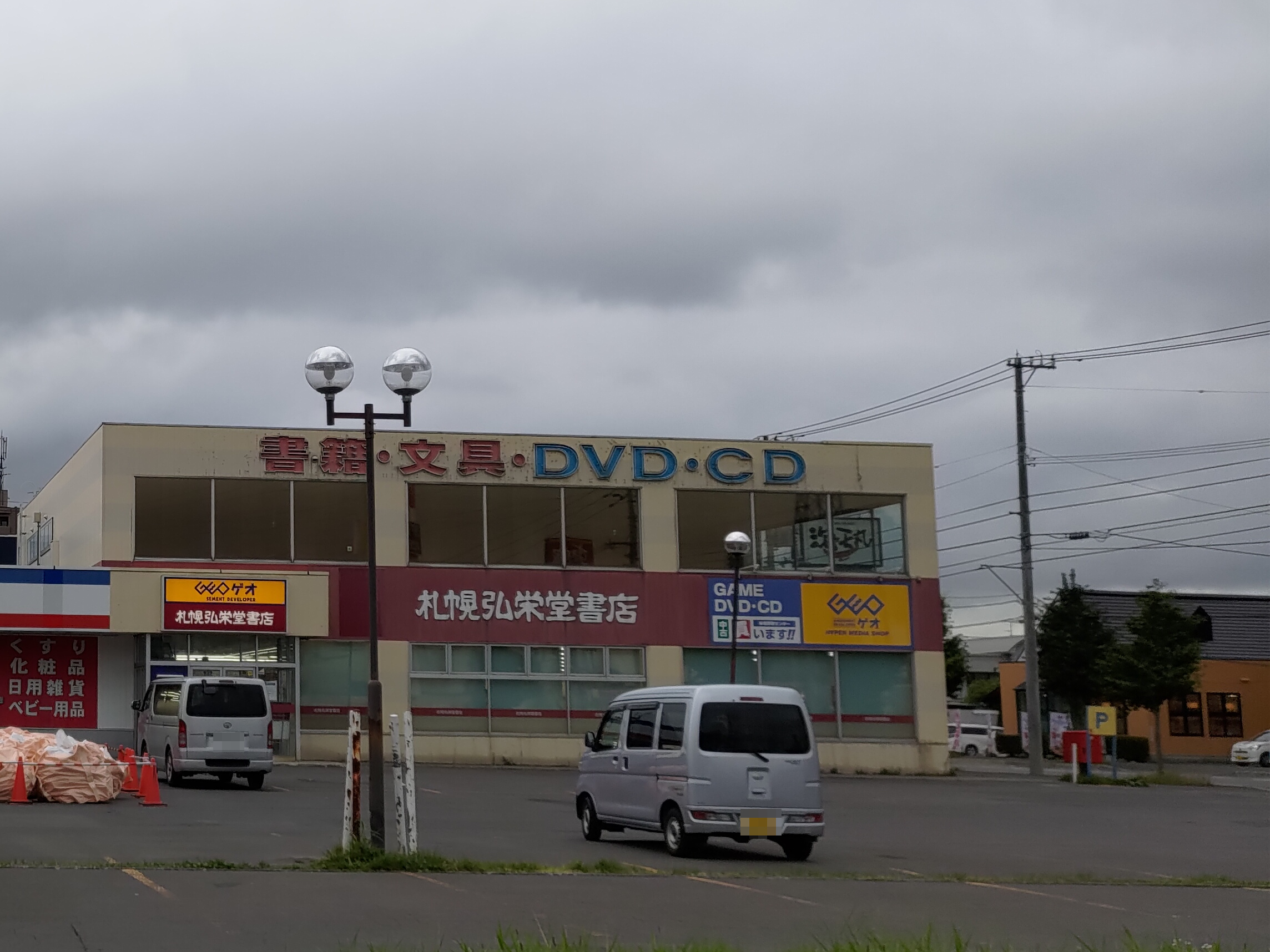
札幌弘栄堂書店 北郷店（2022年9月）
※GEO併設店
※撮影時点で閉店済

- 北海道キヨスクの書店事業は、鉄道弘済会の子会社「株式会社弘栄堂書店」による北海道札幌での事業[71]を国鉄分割民営化時後に北海道キヨスクが引き継いだこと[72]から始まる。
- 2016年11月時点では北海道キオスクの書店事業は、「札幌弘栄堂書店」として4店舗と併設店舗1店舗[73]があるほか、「Kiosk」形態にて駅構内で営業する店舗が1店舗[74]あった。
- 駅構内での営業にとらわれない多角化が進められ、レンタルビデオ店（GEO）併設の路面店[75][76]、スーパーへの出店[77]のほか、前述した四季彩館形態との複合店舗[32]があった。
- 札幌弘栄堂書店全店で使用できるポイントカードサービスのほか、e-honによる本の取り寄せサービスなどが利用できる。
- 2018年にトーハン傘下のスーパーブックスに事業を譲渡して撤退[78]。
  - しかしスーパーブックス譲渡後、2022年7月19日のアピア店を皮切りに9月30日までに順次閉店となった[78]。

### 銭湯・宿泊事業

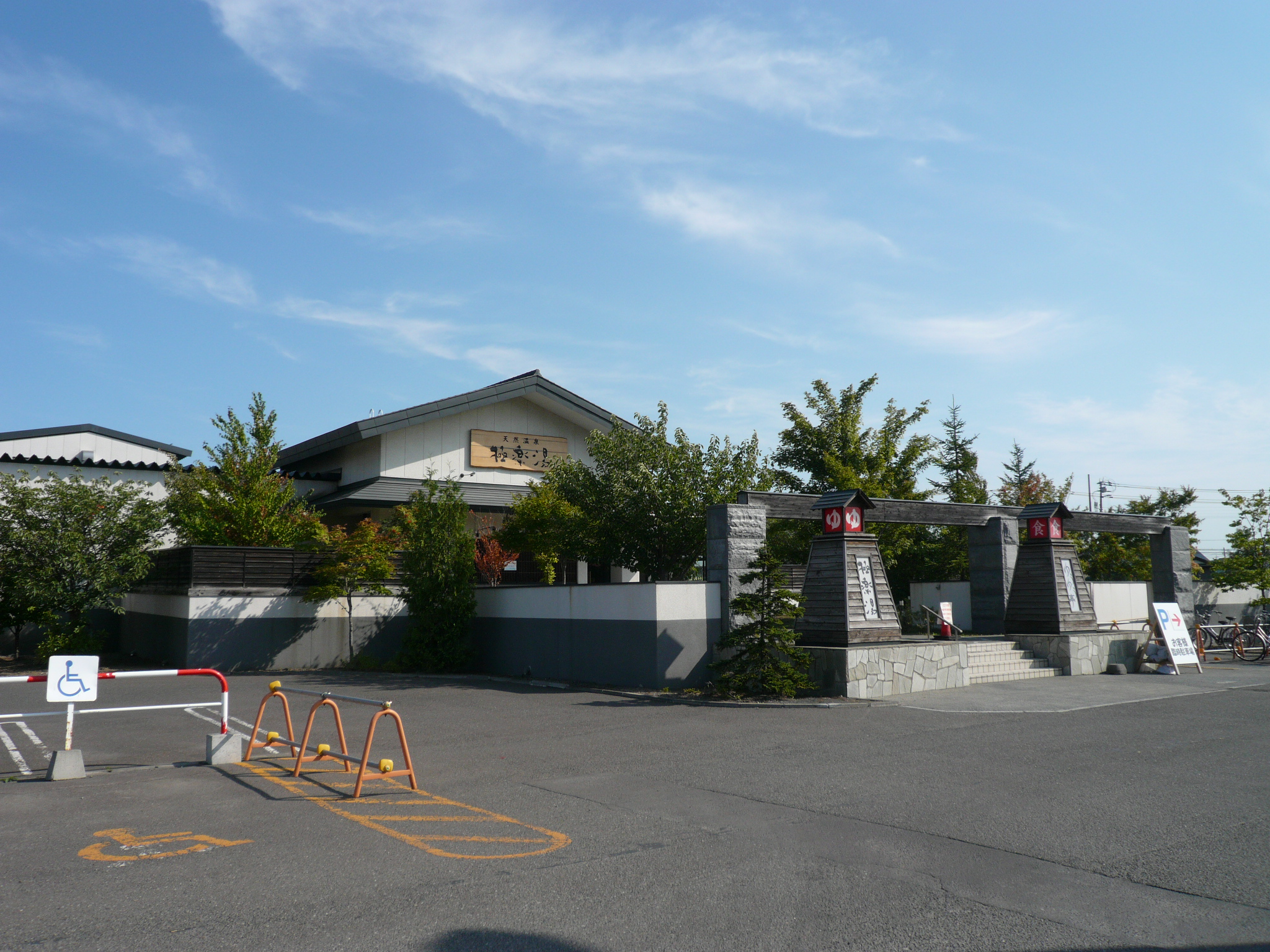
天然温泉極楽湯さっぽろ手稲店

- ホテルさっぽろ弥生 - 札幌市中央区、2021年8月31日営業終了[79]
  - （旧）「北海道ジェイ・アール・フーズ」からの引継事業。
  - 創立時の名称は「日本鉄道厚生事業協会 札幌弥生会館」として、1979年8月27日開業[80][81]。のち、分割民営化を経てJR北海道管理下に入り施設名称を変更しているが、時期は不明である[82]。
  - 2003年1月31日を以って一旦閉館、改築作業に入る[83][84][85]。改築後は、株式会社自然堂（当時）とのフランチャイズ営業による天然温泉利用の温浴施設併設の低価格（バジェット[86]）ホテルと計画、同年10月29日極楽湯さっぽろ弥生が[86][87]、翌11月19日ホテルさっぽろ弥生が[86][87]リニュアル開業した[88]。
    - リニュアル開業時、極楽湯開業と同時にシャトレーゼさっぽろ弥生店が、同じくフランチャイズ形態にて開業している[86]が、のちに閉店している。
- 天然温泉極楽湯さっぽろ弥生店 - 札幌市中央区（ホテルさっぽろ弥生に併設）、2021年8月31日営業終了[79]
  - 東京の「極楽湯」のフランチャイズ店舗で2003年開業[89]。再開発により建物が解体されるため2021年8月末で閉店[89]。2022年に解体の後大京と協業の賃貸マンション「ザ・ライオンズ札幌植物園YAYOI GARDENS」とサツドラをはじめとした商業施設や医療モールを開発[90]。
  - 源泉名 : 「札幌弥生温泉」[91]
  - 泉質 : ナトリウム－塩化物泉（高張性中性低温泉）・源泉温度 : 30.9℃[92]
- 天然温泉極楽湯さっぽろ手稲店 - 札幌市手稲区（手稲鉄北ショッピングセンター内）、2021年7月31日営業終了[79]
  - 東京の「極楽湯」のフランチャイズ店舗で2005年7月7日開業[89][93]、自社社有地[94]に開業[95]。施設の老朽化とフランチャイズ契約の終了により2021年7月末で閉店[89]。
  - 源泉名 : 「さっぽろ手稲温泉」[96]
  - 泉質 : 含よう素－ナトリウム－塩化物強塩冷鉱泉（高張性中性冷鉱泉）・源泉温度 : 26.8℃[97]
- クロフォード・イン・大沼 - 亀田郡七飯町字大沼町、2015年10月31日営業終了
  - （旧）「ジェイ・アールはこだて開発」からの引継事業。
  - 1993年11月28日[98]、「クロフォード」（JR北海道のグループ会社）により開業[99]。
    - 2014年JR北海道直営化の上で「北海道企画開発」に運営委託[99]。
    - 2007年「北海道企画開発」が「北海道クリーン・システム」に吸収合併[100]されることに伴い、「ジェイ・アールはこだて開発」に委託先変更[99]。
    - 2014年吸収合併により当社に委託先変更[99]。

  - 2015年4月に施設売却方針を決定[99][101]、同年7月に売却先を「鶴雅観光開発」と発表[102][103]。同年10月31日のチェックアウトを以って営業終了[104]、翌月2日付けで売却[102]。翌2016年8月大沼鶴雅オーベルジュ エプイとして開業[105]。